# のりつけ雅春
のりつけ 雅春（のりつけ まさはる）は日本の漫画家。埼玉県出身。

## 略歴
ロドリゲス井之介のアシスタントを経て、第47回新人コミック大賞ヤング部門に「中途退学物語」（乗附雅春名義）入選、2002年に『高校アフロ田中』にてデビュー。

## 作品リスト

### 漫画
- 中途退学物語（『ビッグコミックスピリッツ』増刊号掲載）
- アフロ田中シリーズ
  - 高校アフロ田中（『ビッグコミックスピリッツ』2002年1号 - 2004年31号）
  - 中退アフロ田中（『ビッグコミックスピリッツ』2004年36号 - 2007年26号）
  - 上京アフロ田中（『ビッグコミックスピリッツ』2007年33号 - 2010年11号）
  - さすらいアフロ田中（『ビッグコミックスピリッツ』2010年26号 - 2013年24号）
  - しあわせアフロ田中（『ビッグコミックスピリッツ』2015年33号 - 2018年16号）
  - 結婚アフロ田中（『ビッグコミックスピリッツ』2018年21・22合併号 - 2021年15号）
  - マイホームアフロ田中（『ビッグコミックスピリッツ』2022年47号[1] - ）
- オケラのつばさ（『ビッグコミックスピリッツ』2014年8号 - 2015年31号）

### その他
- アフロ天国（ソニーレコーズ インターナショナル） - ジャケットイラスト
- テレビドラマ「重版出来!」（2016年4月、TBS系） - 作中使用漫画・「黄昏ボンベイ」（成田メロンヌ）の作画